# Мошная
Мошная — река в России, протекает в Некоузском районе Ярославской области. Исток реки теряется в мелиоративной системе около железнодорожной станции Пуршево и деревни Мошная. Течёт на северо-восток через урочище Мошня. Других населённых пунктов на реке нет. Устье реки находится в 95 км по правому берегу реки Сити. Длина реки — 11 км.

## Данные водного реестра
По данным государственного водного реестра России относится к Верхневолжскому бассейновому округу, водохозяйственный участок реки — Рыбинское водохранилище до Рыбинского гидроузла и впадающие в него реки, без рек Молога, Суда и Шексна от истока до Шекснинского гидроузла, речной подбассейн реки — Реки бассейна Рыбинского водохранилища. Речной бассейн реки — (Верхняя) Волга до Куйбышевского водохранилища (без бассейна Оки).
По данным геоинформационной системы водохозяйственного районирования территории РФ, подготовленной Федеральным агентством водных ресурсов:
- Код водного объекта в государственном водном реестре — 08010200412110000004859
- Код по гидрологической изученности (ГИ) — 110000485
- Код бассейна — 08.01.02.004
- Номер тома по ГИ — 10
- Выпуск по ГИ — 0